# Emilia Uutinen
Emilia Uutinen es una actriz finlandesa, conocida en España por sus trabajos en la televisión.

## Inicios
Emilia Uutinen nació en Hämeenlinna, Finlandia, pero a los 8 años se trasladó a Helsinki con su familia. En esta ciudad estudia música, danza, e idiomas en el Instituto Sibelius. Más adelante viajó a Francia, a la región de Bretaña, donde complementó su formación en el Lycée Tristan Corbière. De vuelta a Helsinki entró en contacto con el mundo de la interpretación al matricularse en la Licenciatura de Comunicación Oral y Pedagogía del Drama, e inició sus primeros estudios de español en la Universidad de dicha capital. Tras esta primera etapa viajó a Suecia, donde creció su pasión por el cine. Decidida finalmente a permanecer en España y a continuar su formación en el terreno de la interpretación iniciada en Finlandia, se matriculó en la Real Escuela Superior de Arte Dramático de Madrid (RESAD), donde obtuvo el Título Superior de Arte Dramático en la especialidad de Interpretación Textual.

## Biografía
Emilia Uutinen nació en Hämeenlinna, Finlandia, trasladándose a los 8 años a Helsinki con su familia. En esta ciudad estudia música, danza, e idiomas (francés, sueco, alemán e inglés) en el Instituto Sibelius.
Más adelante viaja a Francia, a la región de Bretaña, donde complementa su formación en el Lycée Tristan Corbière.
De vuelta a Helsinki entra en contacto con el mundo de la interpretación al matricularse en la Licenciatura de Comunicación Oral y Pedagogía del Drama, e inicia sus primeros estudios de español en la Universidad de dicha capital.
Tras esta primera etapa viaja a Suecia donde crece su pasión por un cine muy vinculado a su origen nórdico como es el de Bo Widerberg, Alf Sjöberg e Ingmar Bergman, la literatura de Selma Lagerlöf y Astrid Lindgren y el teatro de Strindberg.
Durante este periodo continua su interés por la danza, siendo ésta, una de las causas que la llevarán a España. Así, viajará a Sevilla para estudiar baile flamenco, con Manolo Soler, Juana Amaya, Naranjito de Triana, Milagros Menjibar, y después a Madrid, para continuar con Belén Maya, Rafaela Carrasco, Cristóbal Reyes ,“La China”, Ángel Rojas, y “La Truco”.
Decidida finalmente a permanecer en España y a continuar su formación en el terreno de la interpretación iniciada en Finlandia, se matricula en la Real Escuela de Arte Dramático de Madrid (RESAD), donde obtiene el Título Superior de Arte Dramático en la especialidad de Interpretación Textual.
En los últimos años ha participado en montajes teatrales tanto en España como en Finlandia, en obras de Teatro Clásico Español, adaptaciones de Teatro-Danza, montajes sobre la mitología finlandesa (el Kalevala), musicales (como cantante y bailarina), así como obras de Mihura, Jardiel Poncela, Federico García Lorca, María Zambrano, Tennessee Williams, Strindberg, Shakespeare, Marguerite Yourcenar y Carlo Goldoni.
En el terreno audiovisual en España ha trabajado en films como Un mundo casi perfecto (Josemi y Esteban Ibarretxe) Somne (Isidro Ortiz), la película musical 20 centímetros (Ramón Salazar); en las series de televisión Hermanos y detectives (Juan Pablo Lacroze), Escenas de matrimonio (Juan Luis Iborra y Pepe Pavón), Aída (Raúl Díaz), El tiempo entre costuras (Iñaki Peñafiel y Norberto López Amado) y Con el culo al aire (Manuel Tera) y en el cortometraje Unfarewell (Ainhoa Menéndez); y protagonizado el vídeo musical Invocating (Miguel Pons).

## Filmografía

### Cine
- 2004: 20 centímetros
- 2005: Somne
- 2011: Un mundo casi perfecto como Olga
- 2018 Every Next Day como Vera

### Cortometrajes
- 2010: Unfarewell como Marie
- 2014: I should hace kissed you in Ankara como Alice
- 2019: Serial Dreamer

### Televisión
- 2007: Hermanos y detectives (1 episodio)
- 2007-2009: Escenas de matrimonio como Desislava
- 2011: Aída como Nicoleta / Carmencita (1 episodio)
- 2013: El tiempo entre costuras como una clienta alemana (2 episodios)
- 2013: Con el culo al aire como Alana (1 episodio)
- 2013: Vive cantando como Petra (1 episodio)
- 2017: Servir y proteger como Svetlana (13 episodios)
- 2017: La que se avecina como Valentina (2 episodios)
- 2019 Matadero como Nadezhda

### Teatro
- No Más Besos. Callie. Dir. Óscar Olmeda 2020
- Los empeños de Palermo. Dir. José Gamo 2007.
- Céfalo y Pócris. Dir. Nuria Alkorta 2007.
- Como gustéis. Dir. Charo Amador 2006.
- Oratorio para Antígona. Dir. Charo Amador, 2006.
- Eloísa está debajo de un almendro. Dir. Nuria Alkorta. 2005.
- La noche de la iguana. Dirección Nuria Alcorta, 2004.
- La Kalevala. Dirección: Kaari Martín. El Teatro Sueco (Turku) 2003.
- La casa de Bernarda Alba. Dirección: Kaari Martin. Finlandia 2002.